# صموئيل ديبل
صموئيل ديبل هو محامي وسياسي أمريكي، ولد في 16 سبتمبر 1837 في تشارلستون في الولايات المتحدة، وتوفي في 16 سبتمبر 1913 في بالتيمور في الولايات المتحدة. نشط حزبياً في الحزب الديمقراطي. وقد انتخب عضو مجلس النواب الأمريكي ‏.